# Feng Tianwei
Feng Tianwei (n. 31 august 1986, Harbin, Republica Populară Chineză) este o jucătoare de tenis de masă ce a reprezentat Singapore, medaliată olimpică. A participat la 4 ediții ale Jocurilor Olimpice (2008, 2012, 2016, 2020) în care a câștigat o medalie de argint și două medalii de bronz.